# مقبرة نب آمون

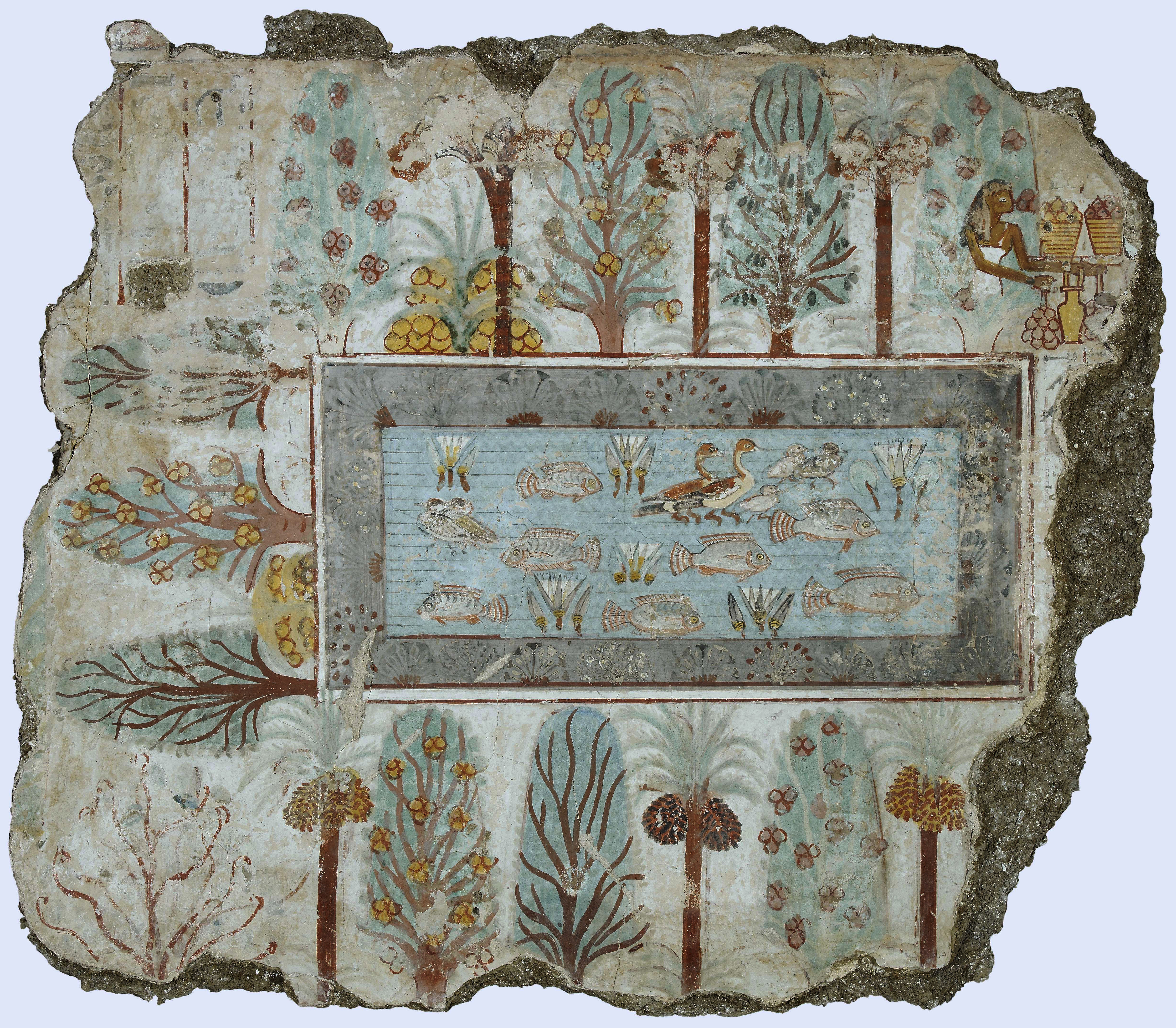
بركة في حديقة جزء من جدران المقبرة.

تقع مقبرة نب آمون في جبانة طيبة التي تقع على الضفة الغربية لنهر النيل في طيبة القديمة (مدينةالأقصر في الوقت الحاضر) بصعيد مصر ، وقد كانت هذه المقبرة مصدرا لعدد من أشهر مشاهد المقابر المصرية المنقوشة و التي تُعرض حاليا في المتحف البريطاني بلندن.
كان نب آمون ( و الذي عاش حوالي عام 1350 قبل الميلاد) موظفاً رسمياً متوسط المستوى، فقد كان كاتباً لإحصاء الحبوب في مجمع المعابد بطيبة، و قد تم اكتشاف مقبرته عام 1820 بواسطة اليوناني الشاب جيوفاني أثاناسي ( المعروف أيضاً باسم ياني)، الذي كان يعمل وكيلا لهنري سولت، القنصل البريطاني العام في مصر وقتها.
وقد كانت جدران المقبرة المزينة غنية بالحياة و تدل على مهارة صانعها المصري الذي جعل صنع يديه يبدو كما لو كان ينبض بالحياة، فقد كانت تصور انطباعا مثالياً عن حياة و أنشطة نب آمون، أما داثاناسي فعندما وجد المقبرة على حالها هذا من البهاء اقتلع حرفياً مع عماله بالسكاكين و المناشير و العتلات ما راق له من المناظر الموجودة على الجدران أمامه. باع سولت هذه الأعمال إلى المتحف البريطاني في عام 1821، في حين أن بعض القطع الأخرى تقع الآن في برلين، وربما حتى بقى بعضها في القاهرة. و قد توفي داثاناسي في وقت لاحق فقيراً دون الكشف مطلقاً عن الموقع المحدد الذي وجد فيه المقبرة
أكثر لوحات المقبرة شهرة المعروفة توضح نب آمون أثنا صيد الطيور في المستنقعات، ورقص الفتيات في مأدبة كبيرة، و بركة في حديقة مورفة الظلال على جوانبها أشجار مختلفة الأنواع. في عام 2009 افتتح المتحف البريطاني معرضاً جديداً مخصصاً لعرض الشظايا الإحدى عشر المنتزعة من جدار المقبرة بعد ترميمها. و قد وصفت على أنها أعظم اللوحات الباقية من مصر القديمة على الإطلاق، و أنها واحدة من أعظم كنوز المتحف.
وقد اعاد فنانون محدثون استخدام مشاهد مختلفة من هذه اللوحات في فنونهم، فقد أدرج الرسام البريطاني-الهولندي لورينس تديما مشهداً من رعي الإوز كزينة جدارية في لوحته «يوسف المشرف على مخزن غلال الفرعون» المرسومة عام (1874)، و استخدم الرسام الفرنسي بول غوغان جزءا من مشهد المأدبة كنموذج للتركيبة في لوحته الشهيرة «Ta Matete» التي رسمها عام (1892)

## معرض الصور

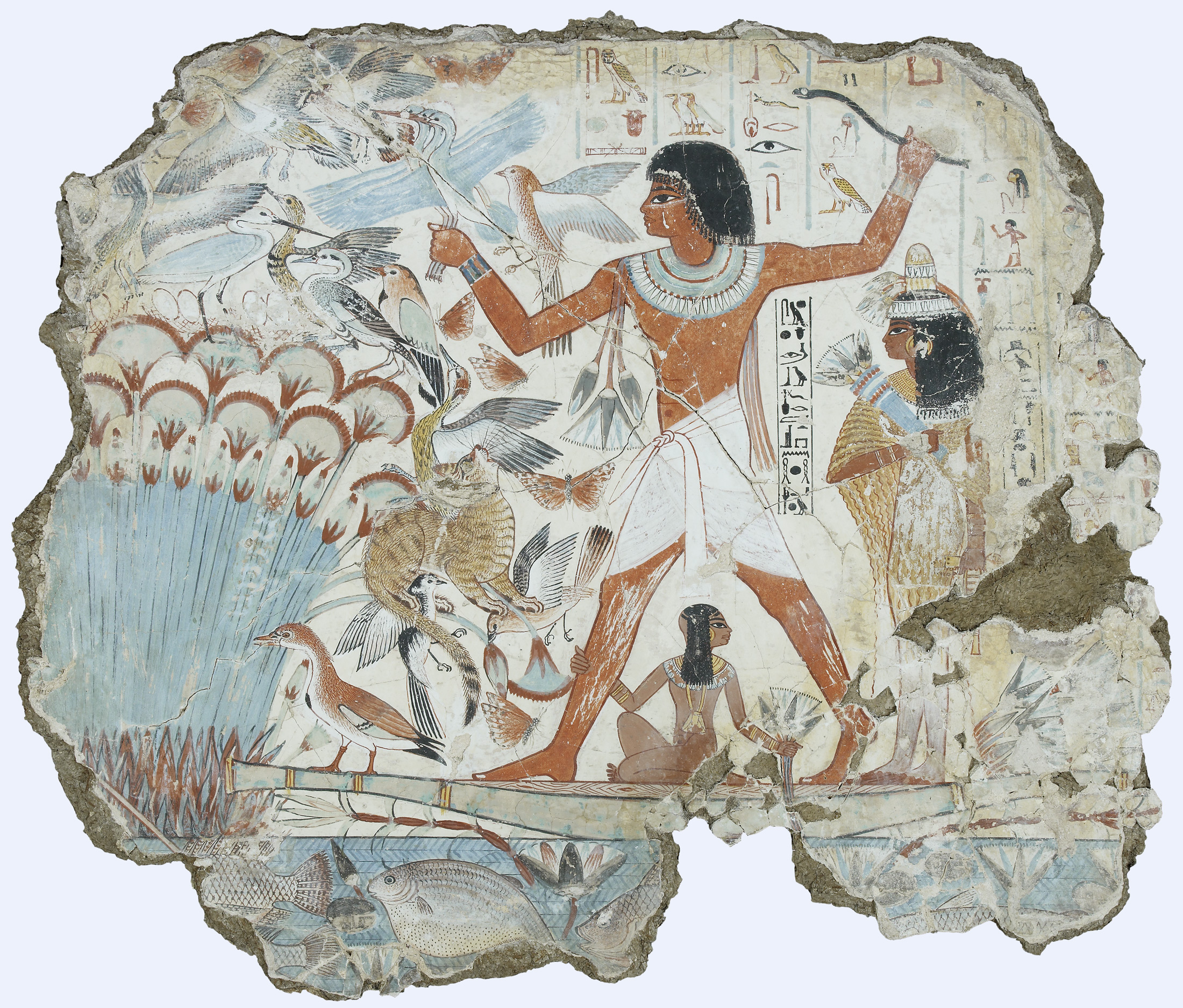
مشهد صيد الطيور
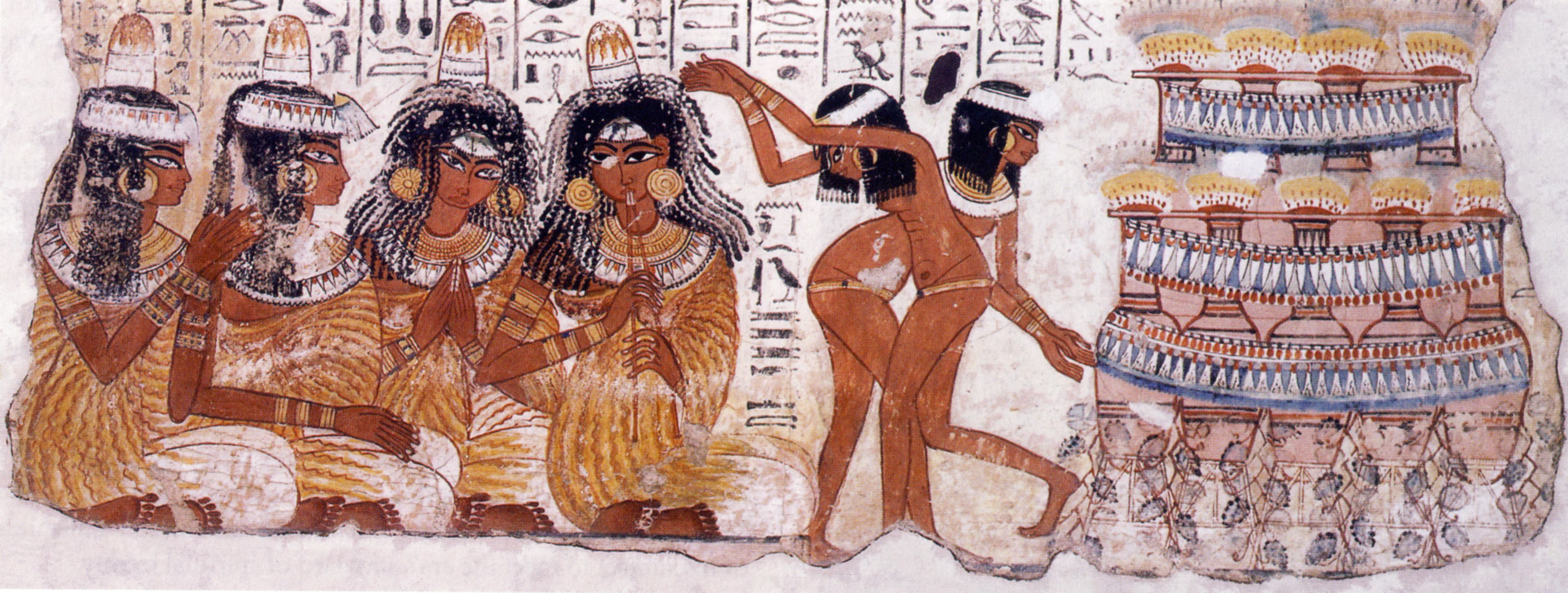
الراقصات و الموسيقيون
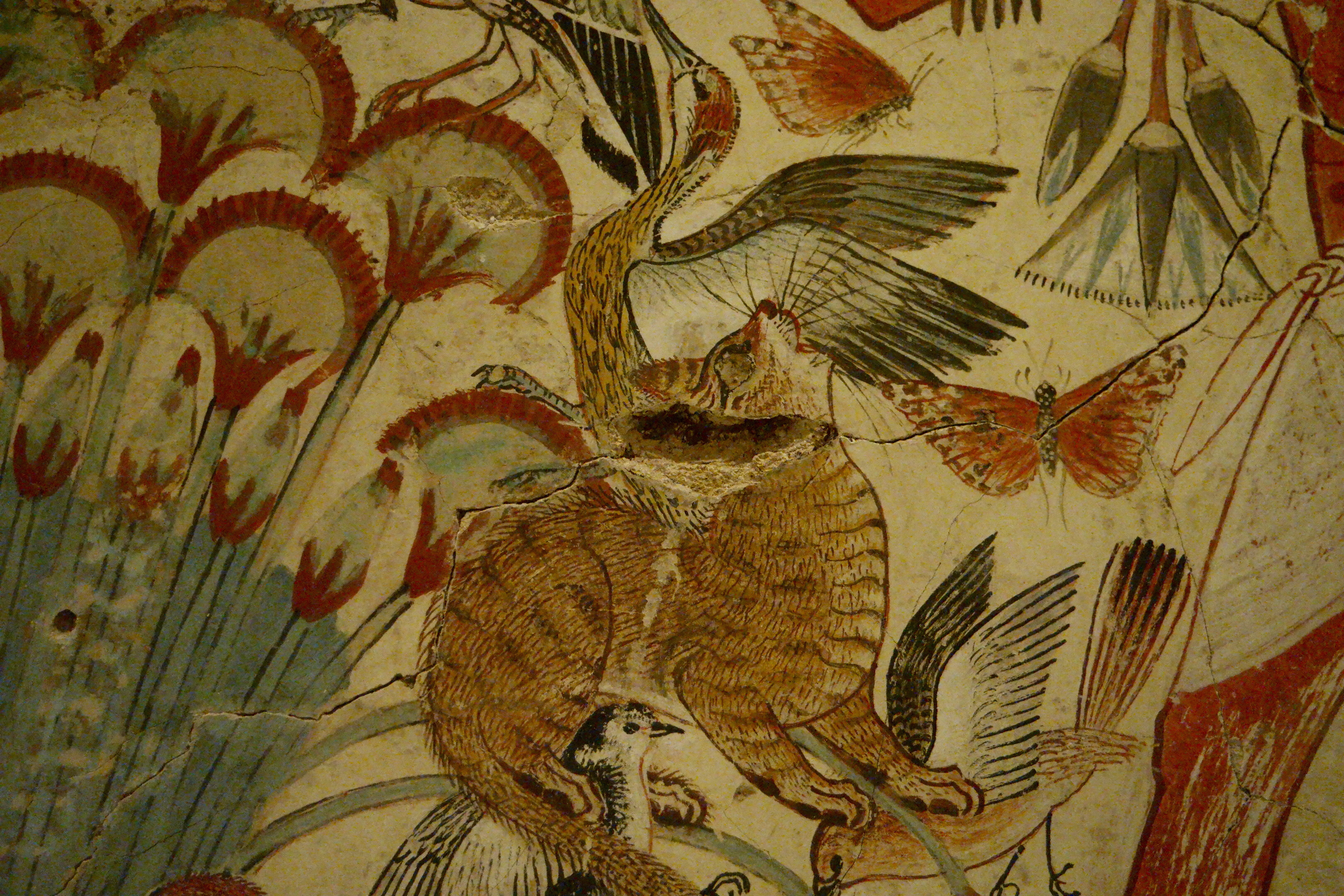
قطة تهاجم الطيور
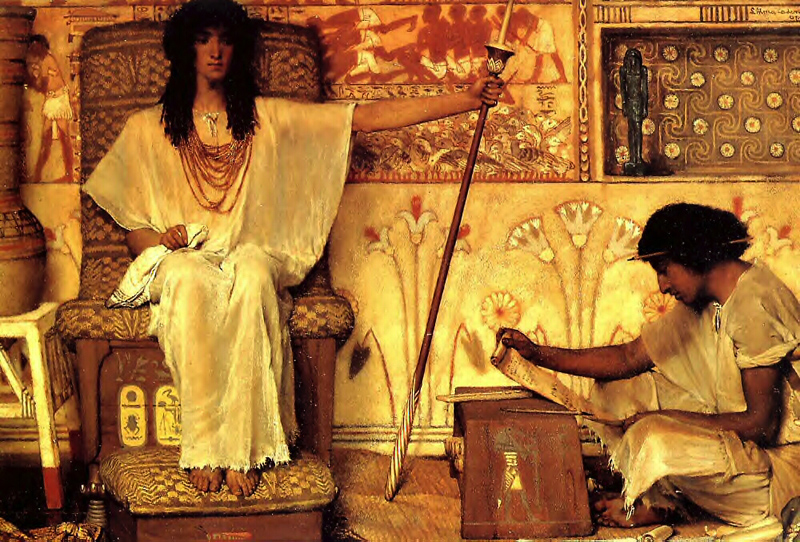
لوحة لورينس تديما : يوسف المشرف على مخزن غلال الفرعون.
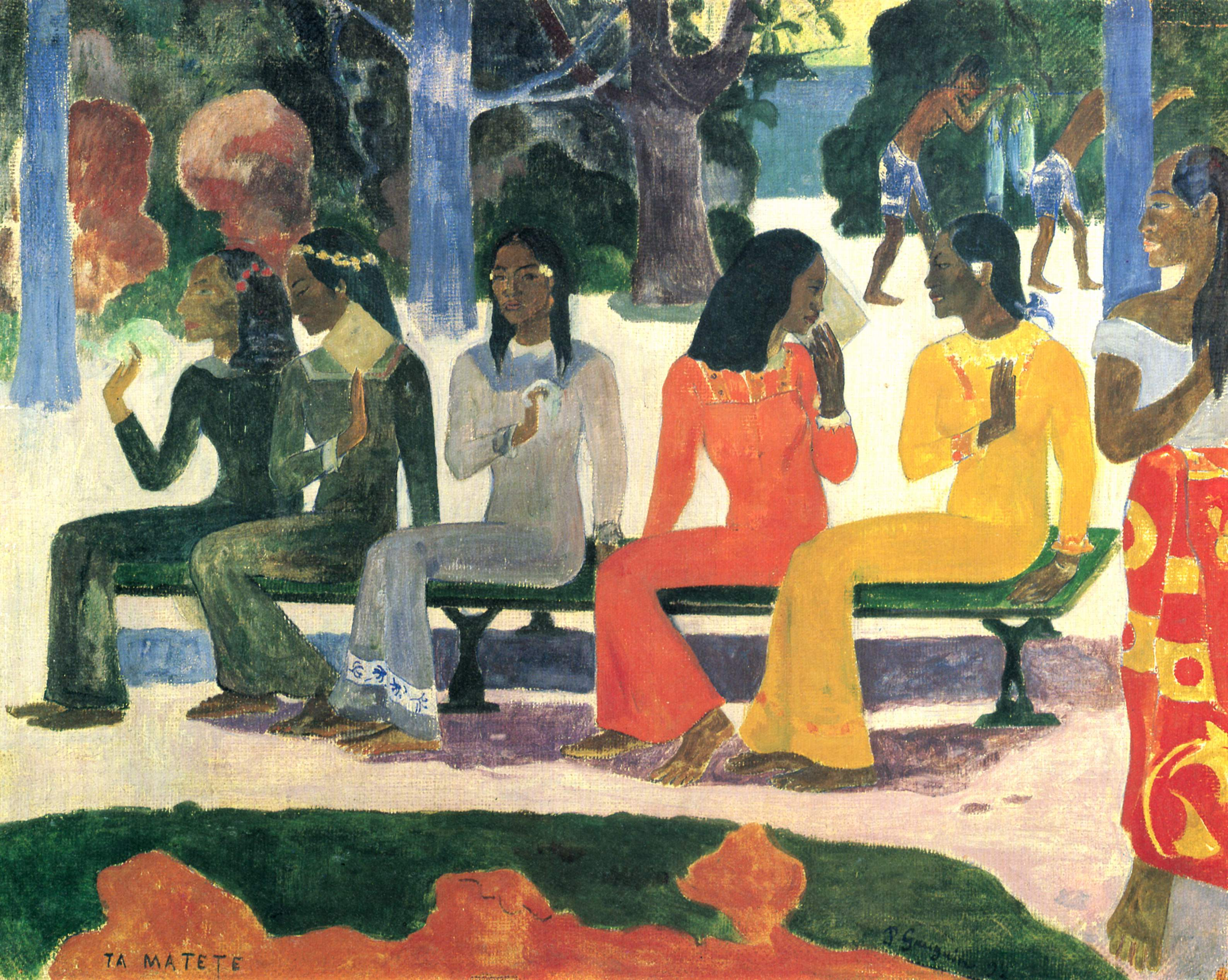
لوحة بول غوغوان